# Sandy Turnbull (calciatore)
Sandy Turnbull (Hurlford, 30 luglio 1884 – Arras, 3 maggio 1917) è stato un calciatore scozzese, di ruolo attaccante.

## Carriera
Dopo aver giocato nella squadra della sua città natale, passa al Manchester City. A causa dei mancati pagamenti ai suoi giocatori, il Manchester City viene sospeso dal calcio: alla fine della sospensione, nel dicembre del 1906, Turnbull si trasferisce al Manchester United. Debutta il primo gennaio 1907, contro l'Aston Villa, siglando la rete che decide il match per 1-0. In seguito si rende decisivo anche contro Bolton (1-0) e Liverpool (1-0), chiudendo la sua prima stagione con 15 presenze e 6 gol. La seconda stagione è quella più prolifica per Turnbull: segna reti importanti contro Liverpool (4-0, tripletta), Middlesbrough (2-1, doppietta), Sheffield United (2-1, doppietta), Blackburn (5-1, tripletta), Sunderland (2-1, doppietta), Arsenal (4-0, poker), Manchester City (3-1, doppietta), Chelsea (1-0 in FA Cup) e Birmingham City (1-0). Termina la stagione con 27 reti in 35 partite, sfiorando il titolo di miglior marcatore del campionato e contribuendo alla vittoria del primo titolo inglese da parte del Manchester United.
Nella stagione seguente segna poche reti in campionato: 5 in 19 partite, tra cui la doppietta rifilata al Nottingham Forest (2-2). È decisivo il suo apporto in FA Cup: sigla una tripletta al Blackburn (6-1) e decide la finale contro il Bristol City segnando l'1-0 che consegna la prima storica FA Cup ai Red Devils. Turnbull aveva già vinto la competizione nel 1904 con i Citizens. Nell'annata 1909-1910 ritorna in doppia cifra: si fa notare contro Notts County (2-3, doppietta), Liverpool (2-3, doppietta) e Newcastle United (4-3, doppietta). Nella stagione seguente Turnbull segna altre reti decisive contro Everton (1-0) e Oldham Athletic (3-1, doppietta), contando 19 reti in 38 partite e portando l'United a vincere il suo secondo titolo inglese. A settembre firma una rete nell'8-4 rifilato allo Swindon Town durante la supercoppa inglese del 1911, vinta dai Red Devils.
Negli anni seguenti sigla reti importanti contro Bury (1-0), Notts County (1-0), Reading (3-1, doppietta in FA Cup), Chelsea (4-2, doppietta) e Derby County (3-3, doppietta).
Totalizza 247 incontri e 101 gol in tutte le competizioni con la maglia dell'United. Il Liverpool è la squadra alla quale ha siglato più reti: 9 in 10 partite.
Durante la prima guerra mondiale è chiamato alle armi e presta servizio come lance sergeant nell'ottavo battaglione del Reggimento East Surrey dell'esercito britannico. Il 3 maggio 1917 muore ad Arras (Francia) e il corpo non viene mai più trovato, venendo commemorato sul memoriale di Arras.
Turnbull, sposato con quattro figli, aveva ricevuto un divieto permanente dal mondo del calcio nel 1915 a causa della sua implicazione nella vicenda delle partite truccate del 1915.

## Palmarès

### Club

#### Competizioni nazionali
- Coppa d'Inghilterra: 2

Manchester City: 1903-1904
Manchester United: 1908-1909
- Campionato inglese: 2

Manchester United: 1907-1908, 1910-1911
- Charity Shield: 2

Manchester United: 1908, 1911